# Vészhelyzet (14. évad)
Ez az oldal tartalmazza a Vészhelyzet tévésorozat 14. évadja epizódjainak listáját. Ezenfelül megtalálható a vetítés első időpontja az amerikai NBC csatornán.
| Epizód | Évad  | Premier              | Tartalom |
| ------ | ----- | -------------------- | --- |
| 291    | 14x1  | 2007. szeptember 27. | (The War Comes Home / Háború): Moretti első napján kihívásokkal szembesül, ahogy a sürgősségit elárasztják egy békanaggyűlésen kitört pánik sebesültjeivel, akik közt Neela is ott van. Dubenko válsággal néz szembe a sebészeten. Abby, Pratt és Morris összeállnak egy bonyolult probléma megoldására. Egy új gyakornok váratlan megérkezésével Gatest újra kijelölik osztályvezetőnek. |
| 292    | 14x2  | 2007. október 4.     | (In A Different Light / Remény és reménytelenség): Abbynek útlevélgondjai vannak, ráadásul a kórházban bekövetkezett változásokkal is küzdenie kell. Pratt és Morris megerőltetik magukat, hogy magukat védjék. Hope Venezuelába készül, és Gates feltalálja magát, amikor visszautasítják a kinevezését. |
| 293    | 14x3  | 2007. október 11.    | (Officer Down / Munkaköri ártalom): Két sebesült polgárőrt hoznak be. Neela magához tér a műtétje után, Abby pedig végre hozzászokik a kórházi változásokhoz. Pratt és Bettina megbeszélik, hogyan folytassák tovább a kapcsolatukat. Morris rossz passzban van, akin még egy csinos nő sem tud segíteni. |
| 294    | 14x4  | 2007. október 18.    | (Gravity / Összeomlás): Abby képtelen elérni Lukát, a fia pedig leesik a mászókáról a játszótéren, kórházba kerül. Pratt megvédi a testvérét, amikor heccelik őt a mentősök, de rosszul sül el a dolog. Neela visszatér a munkába, balesete után. Egy páciens anyja elismerésben részesíti a kórház dolgozóit, de senki nem emlékszik rá vagy a fiára. |
| 295    | 14x5  | 2007. október 25.    | (Under the Influence / Nyomás alatt): Neela vesz néhány leckét, hogyan kell kemény vezetőnek lenni a kórházban. Abbynek továbbra is Luka nélkül kell boldogulnia, de jó híreket vár Horvátországból. |
| 296    | 14x6  | 2007. november 1.    | (The Test / A próbatétel): Abby és Moretti szóvitába keverednek egymással a gyakornokok kiértékelésének módja miatt. Morris és Pratt a szakvizsgájukra készülve kemény tanulásba fognak. Neela megkéri őket, hogy segítsék az egyik gyakornokot a egy magánügyi problémával. Joshua légzési elégtelenségben tér vissza a kórházhoz és Gates kezeli őt. Samet meglepi egy tinédzserpáciens, aki furcsán viselkedik. A kórházban megjelenik egy váratlan látogató, Moretti fia.                 |
| 297    | 14x7  | 2007. november 8.    | (Blackout / Rövidzárlat): Egy szokatlanul forró napon az egész városban áramkimaradások vannak, a kórházat pedig elárasztják hipertermiában szenvedő szanatóriumi betegek. Pratt és Morris egy nagyon súlyos beteg babát kezelnek. Abby lába alól kezd kicsúszni a talaj. |
| 298    | 14x8  | 2007. november 15.   | (Coming Home / Hazatérés): Abby furcsa viselkedése elkezd feltűnni a kórház személyzetének is és ez mindenkire hatással van. Luka egy nappal korábban visszatér Horvátországból. Neela gyakornoka egy reménytelen helyzetet old meg, amikor megment egy kritikus helyzetet és ezáltal a páciens életét is. |
| 299    | 14x9  | 2007. november 29.   | (Skye's the Limit / Váratlan fordulat): Anspaugh nagyon népszerűtlen lesz a kórházban, amikor egy rossz döntést hoz. Abbynek továbbra is harcolnia kell magával és a hozzáállásával, melyikek elhatárolják őt a barátaitól és a családjától. Még Luka is úgy tűnik, hogy tanácstalan, hogy hogyan segítsen Abbynek. |
| 300    | 14x10 | 2007. december 6.    | (300 Patients / Ünnepi hangulatban): A sorozat 300. epizódjában, Morris 300 beteget szeretne ellátni egy műszak alatt, ami az utolsó pillanatban össze is jön neki. Luka apja meghal Horvátországban, ezért Abbyvel azt tervezik, hogy odautaznak a babával. A kórház képlánja megemlékezést tart az évek során elhunytak emlékére. |
| 301    | 14x11 | 2008. január 3.      | (Status Quo / Status Quo): Pratt azon gondolkodik, hogy olyan kórházba megy dolgozni, ahol valóban értékelik a tehetségét a munkája során. Egy bokasérült nőt hoznak a kórházba, és egy rettenetes titkot árul el Samnek. Jeanie Boulet tűnik fel újra a sorozatban, aki a fiát hozza be, miután az tornaóra közben elesett és megsérült. Neela testvére megérkezik a városba, Morris és Harold versengenek a nő kegyeiért.                                                                   |
| 302    | 14x12 | 2008. január 10.     | (Believe the Unseen / Abby újra köztünk): Neela unokatestvére láthatóan élvezi, hogy Harold és Morris is ácsingózik utána, amit Neela nehezen visel. Abby bajba kerül a kórház adminisztrációjával és csak sűrű magyarázkodások árán tud visszatérni a munkába. Közben egy tűz üt ki és a kórházba két gyereket meg egy tűzoltót hoznak. Miután Abby kezelte a gyerekek közül az egyiket, azt gyanítja, hogy a kicsi lány egy eltitkolt genetikai betegségben szenved.                        |
| 303    | 14x13 | 2008. január 17.     | (Atonement / Kárhozatra ítélve): A kórház belsős hokibajnokságán Neela és Morris tömegverekedést robbant ki, ami miatt sokakat a sűrgősségire kell szállítani. Bettina szeretne továbblépni Prattel a kapcsolatukban, de a férfi habozni látszik. Közben Sam egy fiatal beteget próbál kezelni, de segítség nélkül nem megy neki. Egy nyugdíjba ment lelkiismeret-furdalásos börtönorvost hoznak be, aki segíteni akart egy fiún, akinek az apját ő végezte ki évekkel korábban - ártatlanul. |
| 304    | 14x14 | 2008. április 10.    | (Owner of a broken heart / Megtört szívek): Kovac, Abby és a gyerekük még mindig Horvátországban vannak. E-mailben elküldtek egy képet és Neela nem annyira biztos abban, hogy ők boldogok így együtt. |
| 305    | 14x15 | 2008. április 17.    | (...As the day she was born / Születése napján): Neelát megviseli, hogy egy beosztási hiba miatt az utolsó ortopédián töltött műszakjából azonnal a sebészetre kell mennie, ahelyett, hogy hazamehetne pihenni. Sarah nagyapja chicagói látogatásuk alatt rosszul lesz, és a megyei kórház sürgősségi osztályára kerül be. |
| 306    | 14x16 | 2008. április 24.    | (Truth Will Out / Fájdalmas igazság): Neela egy éjszakai műszakot húz le. Sarah gyorsan pedig siet a kórházba akinek az apja hokizás közben összeesett. Neela pedig egy gyors döntést hoz az egyik páciensről, akinek elszakadt az aortája. |
| 307    | 14x17 | 2008. május 1.       | (Under Pressure / Túszdráma): Neela és Morris túszdrámába csöppen, amikor egy tragikus halálesettel végződő ékszerboltrablás elkövetőit látják el. Pratt megpróbálja megmenteni kapcsolatát Bettinával. Abby egyre reménytelenebbnek érzi, hogy Kovac föladta a reményt, hogy valaha is rendeződhet a házasságuk. |
| 308    | 14x18 | 2008. május 8.       | (Tandem Repeats / Körbe körbe): Neela kétségbe esik, mikor egyik betegét újra meg kell operálni, és miközben az orvosok már lemondtak róla, éppen a beteg az, aki tartja a lelket az orvosokban. Morrist kötelezően és barátilag is beszéltetni próbálják a túszdrámáról. Abbynek nehéz döntést kell hoznia, amikor állásajánlatot kap egy másik kórházban. |
| 309    | 14x19 | 2008. május 15.      | (The Chicago Way / Találkozások): Rendőrök kísérnek be az osztályra egy részeget, akiről hamarosan kiderül, hogy az egész környezetét is veszélybe sodorja jelenlétével. Pratt egyre közelebb kerül az osztályvezetői poszthoz. |